# 笹木信作
笹木 信作（ささき しんさく、1966年 - ）は、日本のアニメーター、アニメ演出家。2011年2月27日より日本アニメーター・演出協会理事。

## 来歴・人物
三重県生まれ。大阪芸術大学映像学科卒業。1990年、スタジオジブリに研修生の第二期生として入社。
『もののけ姫』では、村人の動きに焦点を当てた特徴的な原画を描いていた。のちに演出に転向。
テレビ版『魔法少女まどか☆マギカ』で第10話等の絵コンテを描いた後、『劇場版 魔法少女まどか☆マギカ [新編] 叛逆の物語』で単独で絵コンテを務め、アクションシーンなども含む2300カットの絵コンテを描く。

## 参加作品

### テレビアニメ
1995年
- 新世紀エヴァンゲリオン（原画）

1998年
- MASTERキートン（監督助手・絵コンテ・演出・原画）

2000年
- 機巧奇傳ヒヲウ戦記（絵コンテ）

2001年
- 地球少女アルジュナ（絵コンテ）
- ANGELIC LAYER（絵コンテ・演出）
- FF：U ～ファイナルファンタジー:アンリミテッド～（絵コンテ）

2002年
- OVERMANキングゲイナー（2002年 - 2003年、絵コンテ・演出・作画監督協力（共同）・原画）

2003年
- スクラップド・プリンセス（絵コンテ）
- プラネテス（絵コンテ）

2004年
- 絢爛舞踏祭 ザ・マーズ・デイブレイク（絵コンテ・演出・原画）
- KURAU Phantom Memory（演出）
- ケロロ軍曹（絵コンテ）

2005年
- 焼きたて!!ジャぱん（絵コンテ）

2006年
- Project BLUE 地球SOS（絵コンテ）
- 西の善き魔女（絵コンテ）
- NHKにようこそ!（絵コンテ・演出）
- 少年陰陽師（絵コンテ）
- DEATH NOTE（絵コンテ）
- 結界師（絵コンテ）

2007年
- 大江戸ロケット（絵コンテ）
- CLAYMORE（絵コンテ）
- ぼくらの（絵コンテ）
- 精霊の守り人（絵コンテ）
- 電脳コイル（絵コンテ）
- しおんの王（絵コンテ）

2008年
- ペルソナ 〜トリニティ・ソウル〜（絵コンテ）
- 二十面相の娘（絵コンテ）
- チーズスイートホーム（絵コンテ）
- ワールド・デストラクション 〜世界撲滅の六人〜（絵コンテ）
- 黒塚 KUROZUKA（絵コンテ）
- ONE OUTS（絵コンテ）

2009年
- 鉄腕バーディー DECODE:02（絵コンテ）
- 東のエデン（絵コンテ）
- 07-GHOST（絵コンテ）
- 東京マグニチュード8.0（絵コンテ）
- 宇宙をかける少女（絵コンテ）
- 鋼の錬金術師 FULLMETAL ALCHEMIST（絵コンテ）
- あにゃまる探偵キルミンずぅ（絵コンテ〈共同〉）

2010年
- RAINBOW-二舎六房の七人-（絵コンテ）
- 閃光のナイトレイド（絵コンテ）
- SDガンダム三国伝 Brave Battle Warriors（絵コンテ）

2011年
- 魔法少女まどか☆マギカ（絵コンテ）
- 電波女と青春男（絵コンテ）
- セイクリッドセブン（絵コンテ）
- うさぎドロップ（絵コンテ） - DVD特典｢葉っぱの水族館｣

2012年
- 偽物語（絵コンテ）
- アクエリオンEVOL（絵コンテ）

2013年
- フォトカノ（絵コンテ）
- 〈物語〉シリーズ セカンドシーズン（絵コンテ）
- ダイヤのA（絵コンテ）

2014年
- ヤマノススメ セカンドシーズン（絵コンテ）
- ハイキュー!!（絵コンテ）
- 大図書館の羊飼い（絵コンテ）

2015年
- 幸腹グラフィティ（絵コンテ）
- デス・パレード（絵コンテ）
- ハイキュー!! セカンドシーズン（絵コンテ）
- うしおととら（絵コンテ）

2016年
- ブブキ・ブランキ（絵コンテ）
- 3月のライオン（絵コンテ）
- 舟を編む（ED絵コンテ・演出）
- ハイキュー!! 烏野高校 VS 白鳥沢学園高校（絵コンテ）

2017年
- ナイツ&マジック（絵コンテ）
- THE REFLECTION（絵コンテ）

2018年
- Cutie Honey Universe（絵コンテ）

2020年
- ハイキュー!! TO THE TOP（絵コンテ）

2021年
- バクテン!!（絵コンテ）
- 月とライカと吸血姫（絵コンテ）

2022年
- 王様ランキング（絵コンテ）
- SPY×FAMILY（絵コンテ）
- Do It Yourself!! -どぅー・いっと・ゆあせるふ-（絵コンテ）

2023年
- 王様ランキング 勇気の宝箱（絵コンテ）

2024年
- 無職転生 II 〜異世界行ったら本気だす〜（絵コンテ）

2025年
- 真・侍伝 YAIBA（絵コンテ）

### 劇場アニメ
1991年
- おもひでぽろぽろ（動画）

1992年
- 紅の豚（動画）

1993年
- 海がきこえる（動画）

1994年
- 平成狸合戦ぽんぽこ（動画）

1995年
- 耳をすませば（原画）
- On Your Mark（原画）

1997年
- もののけ姫（原画）

2001年
- メトロポリス（原画）

2002年
- 猫の恩返し（協力）

2010年
- 劇場版“文学少女”（絵コンテ〈共同〉）

2011年
- 劇場版 戦国BASARA -The Last Party-（絵コンテ〈共同〉）

2013年
- 劇場版 魔法少女まどか☆マギカ [新編] 叛逆の物語（絵コンテ）
- かぐや姫の物語（絵コンテ補佐〈共同〉）

2023年
- 劇場版 SPY×FAMILY CODE: White（絵コンテ）

### OVA
- クビキリサイクル 青色サヴァンと戯言遣い（2017年、絵コンテ）

### ゲーム
- 新・光神話 パルテナの鏡　配信アニメ『おいかけて』『おいかけられて』（2012年、絵コンテ）